# 东莞篮球中心
东莞篮球中心，又名东莞银行篮球中心，曾用名东风日产文体中心，是一座按照NBA标准建设的体育馆，位于东莞市寮步镇，于2014年8月31日正式开放，首场比赛为2014姚基金慈善赛。该体育馆从2014-15赛季开始便为CBA球队广东东莞银行的主场，并承担2015年蘇迪曼盃、2019年国际篮联篮球世界杯等赛事举办和各类文艺演出。2019年11月，东风日产对东莞篮球中心的冠名期结束，由东莞银行取代。